# 金刚界
金剛界，密宗術語，藏傳佛教稱為瑜伽續（藏語：རྣལ་འབྱོར་རྒྱུད།，威利转写：rnal 'byor rgyud，THL：näl-jor gyü），是一個密宗流派，以密續《金剛頂經》為根本經典。它與胎藏界合稱二部純密。它是唐密的中心，後傳至日本，形成東密與台密。
金剛界是日本東密及台密的核心教義之一，在日本信奉者較多。藏傳佛教視它為下三部瑜伽之首，修習的人較少。

## 釋義
金剛界一名来自《金剛頂經》。

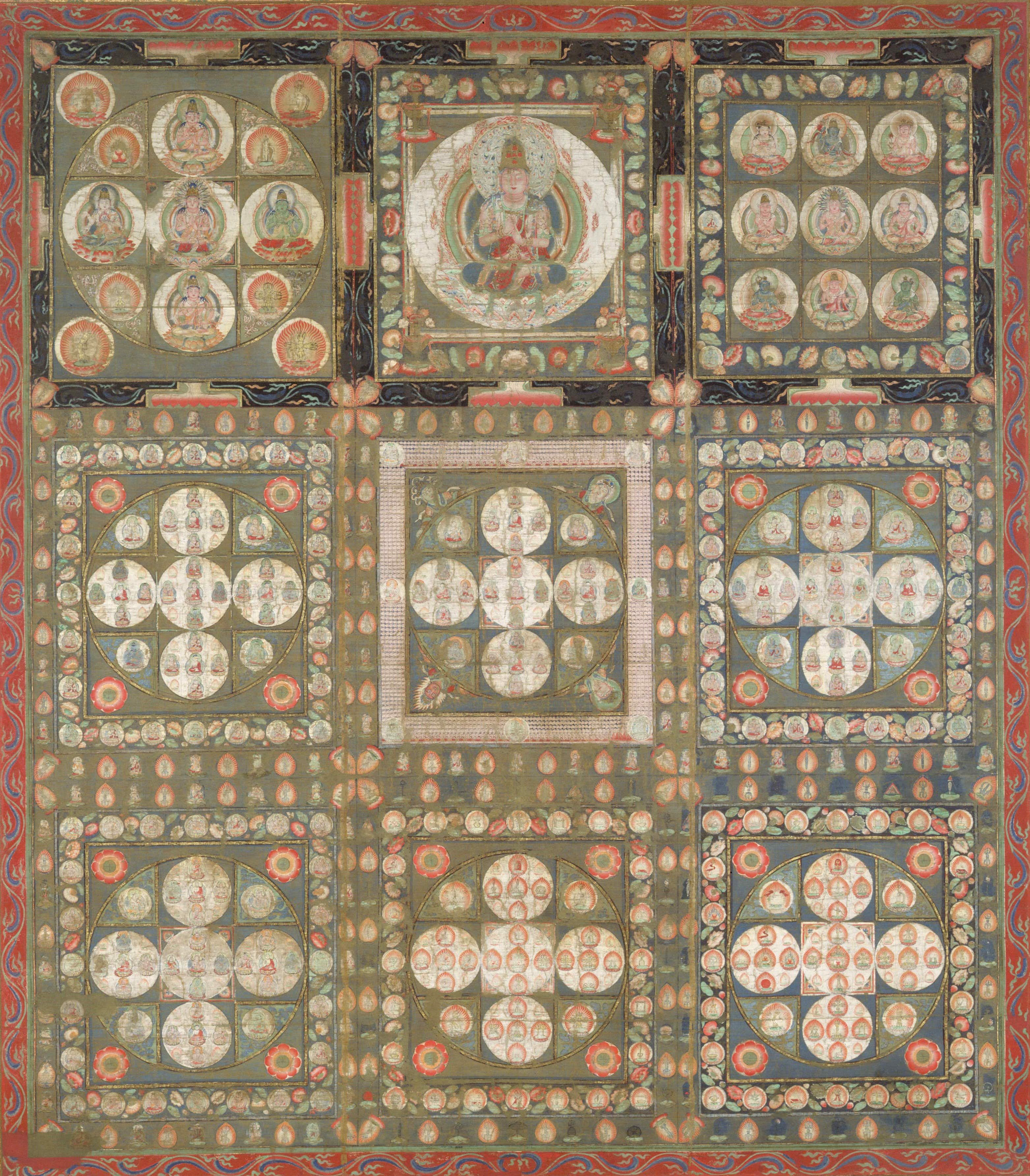
金剛界曼荼羅，即九會曼陀羅，依次為中間的成身會、其下方的三昧耶會、順時針旋轉的微細會、供養會、四印會、一印會、理趣會、降三世羯磨會、降三世三昧耶會。前六會取自十八會中初會初品之六曼陀羅，第七會為十八會中第六會之曼陀羅。第八會與第九會為十八會中初會第二品十曼陀羅中之第一第二曼陀羅。

藏傳佛教稱之為瑜伽續，因為他們重視內在的禪定體驗。它與無上瑜伽部最大的不同，是不可修行歡喜法。

## 歷史
金剛界密法可能源起於南印度如來藏學派，略晚於胎藏界傳承，但幾乎是同時間出現。它與胎藏界同以那爛陀寺為中心，向全印度散播。因玄奘與義淨至印度求學時，這兩部密法皆尚未傳入那爛陀寺，因此它的興起時間，可以推估是在武周至開元之間。

## 修行法
金剛界密法，修法時，以金剛界曼荼羅為代表，是东密两部曼荼罗其中一部，象徵在形而上的空间有五方佛。在东密中非常普遍，在很多儀軌中也有这部曼荼罗。传统真言宗寺院中金刚界曼荼罗掛在西方，象征大日如来示现。胎藏界在东方，象征大日如來早期階段。

## 註解
1. ↑  《密宗道次第廣論》卷2：「若於外事內定二者，以定為主，待少外事，是瑜伽部之機。」「重內瑜伽，名瑜伽續。」
2. ↑  《密宗道次第廣論》卷2：「瑜伽續中既不可修二根交合，故除彼外緣餘執手或抱持觸喜樂為道，配瑜伽續。」